# Fillmore West 1969: The Complete Recordings
Fillmore West 1969: The Complete Recordings je box set složený z koncertních nahrávek skupiny Grateful Dead. Album vyšlo pouze v omezném počtu kopií, a to 10 000. Nahrávky vznikly od 27. února do 2. března 1969 ve Fillmore West v San Franciscu. Album vyšlo v listopadu 2005.

## Seznam skladeb
| Disk 1 | Disk 1                         | Disk 1                   | Disk 1 |
| Pořadí | Název                          | Autor                    | Délka  |
| ------ | ------------------------------ | ------------------------ | ------ |
| 1.     | Good Morning Little Schoolgirl | Williamson               | 11:47  |
| 2.     | Doin' That Rag                 | Hunter, Garcia           | 7:53   |
| 3.     | That's It for the Other One    | Garcia, Kreutzmann, Weir | 20:03  |

| Disk 2 | Disk 2                                     | Disk 2                                                | Disk 2 |
| Pořadí | Název                                      | Autor                                                 | Délka  |
| ------ | ------------------------------------------ | ----------------------------------------------------- | ------ |
| 1.     | Dupree's Diamond Blues                     | Hunter, Garcia                                        | 3:57   |
| 2.     | Mountains of the Moon                      | Hunter, Garcia                                        | 5:57   |
| 3.     | Dark Star                                  | Hunter, Garcia, Hart, Kreutzman, Lesh, McKernan, Weir | 21:44  |
| 4.     | St. Stephen (včetně „William Tell Bridge“) | Hunter, Garcia, Lesh                                  | 8:22   |
| 5.     | The Eleven                                 | Hunter, Lesh                                          | 13:03  |
| 6.     | Turn On Your Love Light                    | Scott, Malone                                         | 19:21  |
| 7.     | Cosmic Charlie                             | Hunter, Garcia                                        | 5:52   |

| Disk 3 | Disk 3                           | Disk 3         | Disk 3 |
| Pořadí | Název                            | Autor          | Délka  |
| ------ | -------------------------------- | -------------- | ------ |
| 1.     | (Walk Me Out in the) Morning Dew | Dobson, Rose   | 11:04  |
| 2.     | Good Morning Little School Girl  | Williamson     | 11:00  |
| 3.     | Doin' That Rag                   | Hunter, Garcia | 6:56   |
| 4.     | I'm a King Bee                   | Harpo          | 7:09   |
| 5.     | Turn on Your Love Light          | Scott, Malone  | 19:09  |

| Disk 4 | Disk 4                                     | Disk 4                                                | Disk 4 |
| Pořadí | Název                                      | Autor                                                 | Délka  |
| ------ | ------------------------------------------ | ----------------------------------------------------- | ------ |
| 1.     | That's It for the Other One                | Garcia, Kreutzman, Weir                               | 19:46  |
| 2.     | Dark Star                                  | Hunter, Garcia, Hart, Kreutzman, Lesh, McKernan, Weir | 19:45  |
| 3.     | St. Stephen (včetně „William Tell Bridge“) | Hunter, Garcia, Lesh                                  | 7:51   |
| 4.     | The Eleven                                 | Hunter, Lesh                                          | 15:12  |
| 5.     | Death Don't Have No Mercy                  | Davis                                                 | 10:38  |

| Disk 5 | Disk 5                          | Disk 5                    | Disk 5 |
| Pořadí | Název                           | Autor                     | Délka  |
| ------ | ------------------------------- | ------------------------- | ------ |
| 1.     | Alligator                       | Hunter, McKernan, Lesh    | 4:08   |
| 2.     | Drums                           | Hart, Kreutzman           | 4:02   |
| 3.     | Jam                             | Grateful Dead             | 14:57  |
| 4.     | Caution (Do Not Stop on Tracks) | Grateful Dead             | 8:47   |
| 5.     | Feedback                        | Grateful Dead             | 5:40   |
| 6.     | We Bid You Goodnight            | trad., arr. Grateful Dead | 1:08   |

| Disk 6 | Disk 6                      | Disk 6                  | Disk 6 |
| Pořadí | Název                       | Autor                   | Délka  |
| ------ | --------------------------- | ----------------------- | ------ |
| 1.     | That's It for the Other One | Garcia, Kreutzman, Weir | 21:22  |
| 2.     | New Potato Caboose          | Petersen, Lesh          | 11:43  |
| 3.     | Doin' That Rag              | Hunter, Garcia          | 5:58   |
| 4.     | Cosmic Charlie              | Hunter, Garcia          | 5:51   |

| Disk 7 | Disk 7                                     | Disk 7                                                | Disk 7 |
| Pořadí | Název                                      | Autor                                                 | Délka  |
| ------ | ------------------------------------------ | ----------------------------------------------------- | ------ |
| 1.     | Dupree's Diamond Blues                     | Hunter, Garcia                                        | 4:48   |
| 2.     | Mountains of the Moon                      | Hunter, Garcia                                        | 5:04   |
| 3.     | Dark Star                                  | Hunter, Garcia, Hart, Kreutzman, Lesh, McKernan, Weir | 23:01  |
| 4.     | St. Stephen (včetně „William Tell Bridge“) | Hunter, Garcia, Lesh                                  | 8:06   |
| 5.     | The Eleven                                 | Hunter, Lesh                                          | 5:47   |
| 6.     | Turn on Your Love Light                    | Scott, Malone                                         | 23:59  |
| 7.     | Hey Jude                                   | Lennon, McCartney                                     | 7:44   |

| Disk 8 | Disk 8                                     | Disk 8                                                | Disk 8 |
| Pořadí | Název                                      | Autor                                                 | Délka  |
| ------ | ------------------------------------------ | ----------------------------------------------------- | ------ |
| 1.     | Dark Star                                  | Hunter, Garcia, Hart, Kreutzman, Lesh, McKernan, Weir | 21:09  |
| 2.     | St. Stephen (včetně „William Tell Bridge“) | Hunter, Garcia, Lesh                                  | 8:21   |
| 3.     | The Eleven                                 | Hunter, Lesh                                          | 12:43  |
| 4.     | Turn on Your Love Light                    | Scott, Malone                                         | 15:25  |

| Disk 9 | Disk 9                      | Disk 9                  | Disk 9 |
| Pořadí | Název                       | Autor                   | Délka  |
| ------ | --------------------------- | ----------------------- | ------ |
| 1.     | Doin' That Rag              | Hunter, Garcia          | 7:38   |
| 2.     | That's It for the Other One | Garcia, Kreutzman, Weir | 22:44  |
| 3.     | Death Don't Have No Mercy   | Davis                   | 11:21  |
| 4.     | Morning Dew                 | Dobson, Rose            | 10:16  |

| Disk 10 | Disk 10                         | Disk 10                   | Disk 10 |
| Pořadí  | Název                           | Autor                     | Délka   |
| ------- | ------------------------------- | ------------------------- | ------- |
| 1.      | Alligator                       | Hunter, McKernan, Lesh    | 4:15    |
| 2.      | Drums                           | Hart, Kreutzmann          | 6:52    |
| 3.      | Jam                             | Grateful Dead             | 25:31   |
| 4.      | Caution (Do Not Stop on Tracks) | Grateful Dead             | 9:13    |
| 5.      | Feedback                        | Grateful Dead             | 7:54    |
| 6.      | We Bid You Goodnight            | trad., arr. Grateful Dead | 2:01    |

| Bonusový disk | Bonusový disk                   | Bonusový disk  | Bonusový disk |
| Pořadí        | Název                           | Autor          | Délka         |
| ------------- | ------------------------------- | -------------- | ------------- |
| 1.            | Caution (Do Not Stop on Tracks) | Grateful Dead  | 30:07         |
| 2.            | He Was a Friend of Mine         | traditional    | 12:14         |
| 3.            | China Cat Sunflower             | Garcia, Hunter | 4:15          |
| 4.            | New Potato Caboose              | Lesh, Peterson | 13:36         |
| 5.            | China Cat Sunflower             | Garcia, Hunter | 5:29          |
| 6.            | I Know You Rider                | traditional    | 5:08          |
| 7.            | High Time                       | Garcia, Hunter | 7:04          |

## Sestava
- Jerry Garcia - sólová kytara, zpěv
- Bob Weir - rytmická kytara, zpěv
- Phil Lesh - basová kytara, zpěv
- Tom Constanten - klávesy
- Ron „Pigpen“ McKernan - klávesy, harmonika, perkuse, zpěv
- Bill Kreutzmann - bicí
- Mickey Hart - bicí